# Hilmarton
Hilmarton – wieś w Anglii, w hrabstwie Wiltshire. Leży 47 km na północ od miasta Salisbury i 128 km na zachód od Londynu.